# Kaman 22
Kaman 22 (перс. پهپاد کمان ۲۲‎) — прототип иранского тяжёлого ударного БПЛА.

## Общие сведения
Прототип ударного беспилотника Kaman 22 (в переводе на русский — Лук) впервые продемонстрирован в феврале 2021 года.
Широкофюзеляжный БПЛА был спроектирован и разработан в соответствии с требованиями ВВС Ирана. Предназначен для нанесения ударов по целям с воздуха, а также ведения разведки. Для него разработана линейка «интеллектуальных» боеприпасов, а также различное оптическое и радиоэлектронное оборудование.
Командование ВВС Ирана подчёркивает, что новый беспилотник способен значительно усилить боеспособность иранской армии.
Военные эксперты отмечают, что Kaman 22 является копией американского ударного БПЛА MQ-9 Reaper, но более компактных размеров.
БПЛА собран с использованием американских технологий, к которым получил доступ Иран.

## Тактико-технические характеристики
Подробные ТТХ не раскрываются.
- Дальность полёта — 3000 км
- Продолжительность полёта — 24 часа
- Полезная нагрузка — до 300 кг